# Лотос (театр-кабаре)
Театр-кабаре «Лотос» — историческое общественное здание во Владивостоке. Построено в 1908 году. Автор проекта — архитектор В. К. Гольденштедт. Историческое здание по адресу Алеутская улица, 22/12 сегодня является объектом культурного наследия Российской Федерации. Представляет собой уникальный пример «ориентального модерна» в застройке Владивостока.
К театру примыкает здание по улице Алеутской № 22, в котором размещался дом революционной обороны, памятник истории. 
В советское время в здании театра «Лотос» располагался клуб им. Ф.Э. Дзержинского — центр просветительской работы среди сотрудников милиции города. В наши дни, из-за ненадлежащего использования собственника — Управления Министерства внутренних дел Российской Федерации по Приморскому краю, здание находится в полуразрушенном состоянии.

## История
Здание построено владивостокским предпринимателем Ю. Катчаном в 1908 году для размещения в нём театра-кабаре в восточном стиле, получившего название «Лотос».
Во время интервенции в здании разместилось кабаре «Аквариум», в котором прошел самый первый во Владивостоке конкурс красоты. После национализации здания в 1924 году, в нём разместился Дом революционной обороны — центр массовой военно-патриотической работы среди населения. В 1925 году в доме размещался Второй Интернациональный клуб.
С 1953 года в здании размещался клуб имени Ф.Э. Дзержинского — центр культурно-просветительской работы среди сотрудников милиции Владивостока.    
В 1990-е годы в здании располагались творческие студии, кружки, часть помещений сдавалась в аренду коммерческим фирмам. В 2016 году в здании произошёл пожар, последствия которого так и не устранены. Согласно документам у здания сегодня два собственника: Территориальное управление Федерального агентства по управлению государственным имуществом в Приморском крае и Управление Министерства внутренних дел Российской Федерации по Приморскому краю. После пожара управление МВД по Приморью обращалось в федеральный центр с просьбой выделения средств на реконструкцию, но получило ответ, что оно «может быть включено в перечень строек МВД только с 2020 года».    

## Архитектура
Здание Г-образное в плане, двухэтажное, со стенами из кирпича под штукатурку. В художественно-образном решении использованы мотивы направления ориентальный модерн, называемый иногда стилем пайлоу, с характерными для него приёмами, заимствованными из восточного искусства: волнообразными фронтонами над входным порталом, прорезающими карниз пилястрами, оконными сандриками с очертаниями крыши-пагоды. Фасады украшены лепниной и орнаментами ориентального стиля.     